# Fourmilier à poitrine blanche
Rhegmatorhina hoffmannsi
Espèce
Synonymes
- Anoplops hoffmannsi Hellmayr, 1907 (protonyme)

Statut de conservation UICN

 LC  : Préoccupation mineure
Le Fourmilier à poitrine blanche (Rhegmatorhina hoffmannsi) est une espèce d'oiseaux de la famille des Thamnophilidae.

## Répartition
Cette espèce est endémique du Brésil et vit dans le centre-Sud de l'Amazonie.

## Taxinomie
Cette espèce est décrite en 1907 par le zoologiste autrichien Carl Edward Hellmayr, sous le protonyme Anoplops hoffmannsi. La dénomination spécifique est dédiée au naturaliste allemand Wilhelm Hoffmanns ayant collecté différents oiseaux et mammifères, au Pérou en 1903 et au Brésil entre  1905 et 1908. Aucune sous-espèce n'est distinguée,.